# Kościół św. Faustyny Kowalskiej w Łasku
Kościół świętej Faustyny Kowalskiej w Łasku – rzymskokatolicki kościół parafialny należący do parafii pod tym samym wezwaniem (dekanat łaski archidiecezji łódzkiej).
Budowa świątyni została rozpoczęta w 2000 roku. Kościół został zaprojektowany przez architektów Pawła Marciniaka i Dariusza Witasiaka. W dniu 4 października 2009 roku arcybiskup Władysław Ziółek wmurował kamień węgielny do świątyni i w tym dniu została odprawiona pierwsza msza w murach nowej budowli.